# Anastasiya Tatalina
Anastasiya Víktorovna Tatalina (en ruso: Анастасия Викторовна Таталина; Moscú, 5 de septiembre de 2000) es una deportista rusa que compite en esquí acrobático.
Ganó una medalla de oro en el Campeonato Mundial de Esquí Acrobático de 2021, en la prueba de big air. Adicionalmente, consiguió una medalla de plata en los X Games de Invierno Aspen 2024.
Participó en dos Juegos Olímpicos de Invierno, en los años 2018 y 2022, ocupando el cuarto lugar en Pekín 2022, en el slopestyle.

## Medallero internacional
| Campeonato Mundial | Campeonato Mundial     | Campeonato Mundial | Campeonato Mundial |
| Año                | Lugar                  | Medalla            | Prueba             |
| ------------------ | ---------------------- | ------------------ | ------------------ |
| 2021               | Aspen (Estados Unidos) | Medalla de oro     | Big air            |

| X Games de Invierno | X Games de Invierno    | X Games de Invierno | X Games de Invierno |
| Año                 | Lugar                  | Medalla             | Prueba              |
| ------------------- | ---------------------- | ------------------- | ------------------- |
| 2024                | Aspen (Estados Unidos) | Medalla de plata    | Big air             |